# Platyceps rhodorachis
Coluber rhodorachis là một loài rắn trong họ Rắn nước. Loài này được Jan mô tả khoa học đầu tiên năm 1865.